# Кадук перуанський
Кадук перуанський (Epinecrophylla haematonota) — вид горобцеподібних птахів родини сорокушових (Thamnophilidae). Мешкає в Амазонії.

## Опис
Довжина птаха становить 11 см. У самців верхня частина тіла переважно коричнева, спина і надхвістя рудувато-коричневі, покривні пера крил чорні, поцятковані білими плямками, на крилах дві білі смуги. Горло чорне, поцятковане білими плямками. Скроні, груди і живіт сірі. У самиць покривні пера крил мають охристі кінчики, скроні і горло охристе, горло іноді має рудуватий відтінок. Хвіст коричневий. Райдужки можуть були оранжевими, темними або білуватими.

## Підвиди
Виділяють три підвиди:
- E. h. haematonota (Sclater, PL, 1857) — схід Перу (на південь від Напо і Амазонки, від Лорето і Мадре-де-Дьйоса) і захід Бразилії (Акрі і крайній південний захід Амазонасу);
- E. h. pyrrhonota (Sclater, PL & Salvin, 1873) — південно-східна Колумбія, південь Венесуели (Амасонас, Болівар, на схід до басейну Кароні), крайній північний схід Еквадору (Сукумбіос), північний схід Перу (Лорето на північ від Напо і Амазонки) і північний захід Бразилії (північна Рорайма, басейн Ріу-Негру);
- E. h. fjeldsaai (Krabbe, Isler, ML, Isler, PR, Whitney, Alvarez, J & Greenfield, 1999) — схід Еквадору (на південь і захід від Напо) і північ центрального Перу (на південь до річки Тіґре).

Epinecrophylla amazonica раніше вважався підвидом перуанського кадука, однак був визнаний окремим видом. Деякі дослідники також класифікують підвид E. h. pyrrhonota як окремий вид Epinecrophylla pyrrhonota і підвид E. h. fjeldsaai як окремий вид кадук буроспинний (Epinecrophylla pyrrhonota).

## Поширення і екологія
Перуанські кадуки мешкають в Колумбії, Венесуелі, Еквадорі, Перу і Бразилії. Вони живуть в підліску вологих рівнинних тропічних лісів, зустрічаються на висоті до 500 м над рівнем моря. Часто приєднуються до змішаних зграй птахів. Живляться комахами і павуками.